# Anelpistina ruckeri
Anelpistina ruckeri är en insektsart som först beskrevs av Filippo Silvestri 1905.  Anelpistina ruckeri ingår i släktet Anelpistina och familjen Nicoletiidae. Inga underarter finns listade i Catalogue of Life.